# N.E.W.S. (Golden Earring)
N.E.W.S. is een muziekalbum van de Nederlandse rockgroep Golden Earring uit maart 1984. Het hele concept rond N.E.W.S. kende vele overeenkomsten met de voorganger Cut uit 1982, met daarop Twilight Zone. In een spitsvondige bui vormde Barry Hay van de eerste letters van de windrichtingen (North, East, West, South) het Engelse woord news.
De single was When the Lady Smiles, met een videoclip die insloeg. De regisseur hiervan was Dick Maas, die ook Twilight Zone van een clip had voorzien. Vooral in Amerika verkleinde de korte speelfilm over een psychopaat met ongeremde seksuele driften de kansen op nieuw succes.
De opvolger Clear Night Moonlight was een tweede The Devil Made Me Do It, de tweede single van Cut. Ook de producer was dezelfde als van Cut. Shell Schellekens was nog altijd te spreken over zijn productionele experimenten, die vooral in Fist in Glove en het titelstuk te horen waren, met rapinvloeden. I'll Make It All Up to You en Mission Impossible waren daarentegen bijna pure pop. Orwell's Year refereert aan diens roman 1984: "Orwell's year is here!"

## Nummers
1. Clear Night Moonlight (3:23)
2. When the Lady Smiles (5:39)
3. Enough Is Enough (3:42)
4. Fist in Glove (3:25)
5. Orwell's Year (4:22)
6. N.E.W.S. (5:16)
7. I'll Make It All Up to You (5:22)
8. Mission Impossible (5:58)
9. It's Over Now (4:08)

### Hitnotering
| "N.E.W.S." in de Album Top 100 - binnen: 03-03-1984 | "N.E.W.S." in de Album Top 100 - binnen: 03-03-1984 | "N.E.W.S." in de Album Top 100 - binnen: 03-03-1984 | "N.E.W.S." in de Album Top 100 - binnen: 03-03-1984 | "N.E.W.S." in de Album Top 100 - binnen: 03-03-1984 | "N.E.W.S." in de Album Top 100 - binnen: 03-03-1984 | "N.E.W.S." in de Album Top 100 - binnen: 03-03-1984 | "N.E.W.S." in de Album Top 100 - binnen: 03-03-1984 | "N.E.W.S." in de Album Top 100 - binnen: 03-03-1984 | "N.E.W.S." in de Album Top 100 - binnen: 03-03-1984 | "N.E.W.S." in de Album Top 100 - binnen: 03-03-1984 | "N.E.W.S." in de Album Top 100 - binnen: 03-03-1984 | "N.E.W.S." in de Album Top 100 - binnen: 03-03-1984 | "N.E.W.S." in de Album Top 100 - binnen: 03-03-1984 | "N.E.W.S." in de Album Top 100 - binnen: 03-03-1984 | "N.E.W.S." in de Album Top 100 - binnen: 03-03-1984 | "N.E.W.S." in de Album Top 100 - binnen: 03-03-1984 | "N.E.W.S." in de Album Top 100 - binnen: 03-03-1984 | "N.E.W.S." in de Album Top 100 - binnen: 03-03-1984 | "N.E.W.S." in de Album Top 100 - binnen: 03-03-1984 |
| Week                                                | 01                                                  | 02                                                  | 03                                                  | 04                                                  | 05                                                  | 06                                                  | 07                                                  | 08                                                  | 09                                                  | 10                                                  | 11                                                  | 12                                                  | 13                                                  | 14                                                  | 15                                                  | 16                                                  | 17                                                  | 18                                                  |                                                     |
| --------------------------------------------------- | --------------------------------------------------- | --------------------------------------------------- | --------------------------------------------------- | --------------------------------------------------- | --------------------------------------------------- | --------------------------------------------------- | --------------------------------------------------- | --------------------------------------------------- | --------------------------------------------------- | --------------------------------------------------- | --------------------------------------------------- | --------------------------------------------------- | --------------------------------------------------- | --------------------------------------------------- | --------------------------------------------------- | --------------------------------------------------- | --------------------------------------------------- | --------------------------------------------------- | --------------------------------------------------- |
| Nummer                                              | 15                                                  | 2                                                   | 1                                                   | 1                                                   | 1                                                   | 3                                                   | 6                                                   | 7                                                   | 7                                                   | 7                                                   | 7                                                   | 9                                                   | 13                                                  | 18                                                  | 22                                                  | 36                                                  | 38                                                  | 44                                                  | uit                                                 |

Discografie